# Echinococcus vogeli
Espèce
Echinococcus vogeli est un petit ver Plathelminthe improprement parfois qualifié de ténia, dont la forme adulte parasite l'intestin et divers organes d'animaux sauvages, parfois du chien et plus rarement de l'Homme. Dans ce dernier cas, il donne les divers tableaux de l'hydatidose provoquant des tumeurs parasitaires principalement dans le foie, mais éventuellement dans d'autres organes
Ce ver parasite est proche de Echinococcus granulosus, et parfois considéré comme un simple variant de cette espèce. 
Le cycle de vie des deux espèces est comparable mais ils se différencient par la taille et le tableau clinique vétérinaire.
Ce parasite provoque une maladie infectieuse parasitaire (uniquement en zone tropicale), dite échinococcose (ou hydatidose) à Echinococcus vogeli)

## Répartition géographique et importance
E. vogeli est endémique en Amérique Centrale et du Sud, alors qu'E. granulosus touche d’autres régions du monde.

## Description Morphologie
- Larve : semblable à celle de Echinococcus granulosus mais en se développant, elle produit des kystes formés de chambres cloisonnées  (hydatide polykystique) Illustrations (Photos de kystes et larves) (Atlas de médical de parasitologie de al Fondation Carlo Denigri)

- Adulte : semblable à E. granulosus, , mais d’une taille légèrement plus petite (4 à 6 mm)

À ne pas confondre avec Echinococcus oligarthrus qu’on trouve au Panama et en Argentine chez des félins (puma, jaguar) comme hôte définitif, alors que l’agouti serait l’hôte intermédiaire, développant des kystes polycystiques semblables à ceux d’E. vogeli.

## Biologie
Les adultes s'accrochent dans l'intestin d'animaux carnivores (puma ?, jaguar ?). 
- Les embryophores sont excrétés avec les matières fécales. Des rongeurs se contaminent en les ingérant. Libéré par les sucs digestifs, l'embryon hexacanthe (embryon du ténia échinocoque) franchit la muqueuse digestive et migre par voie sanguine vers le foie, le poumon et parfois vers d'autres viscères.
- L'embryon se développe ensuite en une larve très particulière dites « hydatide », qui forme rapidement une vésicule ou chambres de multiplication larvaire. Les vésicules sont des ballons tendus, emplis d'un liquide clair, salé (liquide hydatique). Ces vésicules « proligères » (= qui porte l'agent pathogène) bourgeonnent à leur face interne pour produire des scolex, dont chacun pourra former un ténia adulte.

Cette multiplication d'ordre deux (1 embryon hexacanthe donnant nn' scolex) s'accompagne d'une augmentation de volume très importante, tandis qu'autour de l'hydatide une intense réaction tissulaire va former la paroi du kyste hydatique.
Le chien peut s'infecter en mangeant des rongeurs et apparaître comme porteur sain, même massivement parasité. L'homme s'infecte en avalant quelques embryophores, soit comme souillure alimentaire, soit par l'intermédiaire des mains souillées au contact du pelage des chiens. 

## Tableau clinique
Ce parasite est responsable de lésions disséminées, semblables à celles d'autres échinocoques. 
Les pays d'endémie sont souvent pauvres, ce qui rend le traitement chirurgical exceptionnel. Le diagnostic y est tardif ou confondu avec celui d’un cancer.

## Diagnostic
La sérologie, l'immuno-électrophorèse et l'immuno-fluorescence apportant une confirmation indirecte de la parasitose.

## Traitement
- fluoromébendazole ?
- Dans les cas tardifs, le traitement repose sur une chirurgie d'exérèse[3].